# Alruna
Alruna či Alrune je germánské rodné ženské jméno. Bývá vykládáno z runové formule alu, která je zpravidla překládána „extáze, magie, pivo“, doplněné o runa „tajemství, runa“. Může být ale také spojeno s podobnými jmény jako Adelrun „vznešené tajemství“ nebo Albrun „elfí tajemství“. V podobě Alrún se nachází na seznamu povolených ženských jmen na Islandu a Faerských ostrovech.
Mezi nositelky jména patří:
- Alruna von Cham, též Alrun – německá světice[5]
- Albruna – germánská věštkyně (podle Jacoba Grimma je její jméno špatně zapsaným Alruna)[2]
- Alraune – postava ze stejnojmenného románu Hannse Heinze Ewerse
- Ǫlrun – valkýra (totožnost jména s Alruna je nejistá)[1]